# 科尼卡国家森林
科尼卡国家森林（英語：Conecuh National Forest）是美国的一处国家森林，1936年7月17日建立，位处亚拉巴马州，占地面积83,861英畝（339.37平方），最近的城市为安达卢西亚。森林名字据说来自于克里克语，意为“甘蔗之地”。